# أولاف هينينج
أولاف هينينج (بالألمانية: Olaf Henning) (و. 1968  م) هو كاتب أغاني، ومغني ألماني، ولد في مولهايم أن در رور.

## وصلات خارجية
- أولاف هينينج على موقع IMDb (الإنجليزية)
- أولاف هينينج على موقع ميوزك برينز (الإنجليزية)
- أولاف هينينج على موقع ديسكوغز (الإنجليزية)

- أولاف هينينج في قاعدة بيانات الأفلام على الإنترنت